# Alan Greenspan
Alan Greenspan (* 6. března 1926) je americký ekonom. V letech 1987 až 2006 zastával funkci předsedy Federálního rezervního systému Spojených států amerických.

## Mládí a studium
Narodil se roku 1926 ve Washington Height v New Yorku do židovské rodiny Herberta Greenspana a Rose Goldsmithové. Má rumunské (z otcovy strany) a maďarské (z matčiny strany) kořeny. Poté, co se jeho rodiče rozvedli, Greenspan vyrůstal s matkou u jeho prarodičů, kteří pocházeli z Ruska. Jeho otec pracoval jako makléř a tržní analytik v New Yorku.
V pěti letech Greenspan prokázal své znalosti matematiky recitováním průměrů odpalování baseballu a prováděním velkých výpočtů v hlavě. Navštěvoval střední školu George Washingtona, od roku 1940 až do maturity v červnu 1943, kde jedním z jeho spolužáků byl John Kemeny. V letech 1943–1944 studoval hudbu na Juilliard School a hrál na jazzový saxofon a klarinet v kapele Henry Jerome. Mezi jeho spoluhráče v kapele Woodyho Hermana byl Leonard Garment, zvláštní poradce Richarda Nixona. Pokračoval studiem ekonomie na New York University (B.A., 1948; M.A., 1950) a začal pracovat na doktorátu na Kolumbijské univerzitě u ekonoma a budoucího předsedy představenstva Federálního rezervního systému Arthura F. Burnse. Kvůli své rostoucí pracovní poptávce ve společnosti Townsend-Greenspan & Company ale se školou skončil. V roce 1977 získal Greenspan titul Ph.D. v oboru ekonomie na New York University. Jeho disertační práce není na univerzitě k dispozici, protože byla odstraněna na žádost Greenspana v roce 1987, kdy se stal předsedou rady Federálního rezervního systému.
V roce 1952 se setkal s polemickou romanopiskyní Ayn Randovou a stal se členem jejího vnitřního kruhu, přičemž přijal její filozofii radikálního vlastního zájmu a kapitalismu laissez-faire.

## Kariéra
Během svých ekonomických studií na New York University pracoval Greenspan pod Eugene Banksem (výkonným ředitelem investiční banky Brown Brothers Harriman na Wall Street) v oddělení výzkumu vlastního kapitálu. V letech 1948–1953 pracoval Greenspan jako analytik v Konferenční komisi (The Conference Board). V letech 1955 až 1987, kdy byl jmenován předsedou Federálního rezervního systému, byl Greenspan předsedou a prezidentem ekonomicko-poradenské firmy Townsend-Greenspan & Co., Inc. Od roku 1974 do 1977 zároveň působil jako předseda Rady ekonomických poradců u prezidenta Geralda Forda.
Působil jako poradce volební kampaně prezidenta Richarda Nixona v roce 1968 a v polovině téhož roku Greenspan Nixonovi sloužil jako jeho koordinátor pro domácí politiku. Greenspan pomáhal s Nixonovým přechodem do úřadu, ale odmítl trvalé jmenování v Nixonově administrativě, radil prezidentovi pouze neformálně a sloužil v prezidentských pracovních silách a komisích. V letech 1982 až 1988 byl ředitelem organizace zahraniční politiky Rady pro zahraniční vztahy a roku 1984 působil zároveň jako člen washingtonského finančního poradního orgánu Skupina třiceti (Group of Thirty).
Roku 1987 prezident Ronald Reagan nominoval Greenspana jako předsedu rady guvernérů Federálního rezervního systému a Senát jej potvrdil 11. srpna 1987.
Demokratický prezident Bill Clinton jmenoval Greenspana znovu. Greenspan poskytl podporu Clintonovu programu snižování schodku z roku 1993, a také hrál klíčovou roli při organizování americké záchrany Mexika během mexické peso krize 1994–95.  
18. května 2004 byl Greenspan nominován prezidentem Georgem W. Bushem na nebývalé páté funkční období jako předseda Federálního rezervního systému. Předtím ho do funkce jmenovali prezidenti Reagan, George H. W. Bush a Clinton.
Greenspanovo funkční období člena představenstva skončilo 31. ledna 2006 a Ben Bernanke byl potvrzen jako jeho nástupce.
Jako předseda správní rady neposkytl Greenspan od roku 1987 do roku 2005 žádné rozhlasové rozhovory. Ihned po odchodu z Fedu založil Greenspan ekonomickou poradenskou firmu Greenspan Associates LLC. Rovněž přijal čestnou (neplacenou) pozici v HM Treasury ve Velké Británii.
26. února 2007 Greenspan předpovídal možnou recesi ve Spojených státech před nebo počátkem roku 2008. Stabilizace podnikových zisků prý ovlivnila jeho komentáře. Následující den se průměr indexu průmyslových akcií Dow Jones snížil o 416 bodů a ztratil 3,3% své hodnoty. V květnu 2007 byl Greenspan najat jako zvláštní konzultant společností Pacific Investment Management Company (PIMCO), která se účastnila jejich čtvrtletních ekonomických fór a soukromě hovořila s manažery dluhopisů o úrokové politice Fedu.
V srpnu 2007 Deutsche Bank oznámila, že si ponechá Greenspana jako hlavního poradce svého týmu a klientů investičního bankovnictví.
Roku 2008 byl Greenspan najat zajišťovacím fondem Paulson & Co. jako poradce. Podle podmínek jejich dohody neměl při práci pro Paulsona radit žádnému jinému zajišťovacímu fondu. V roce 2007 Paulson předvídal kolaps trhu s rizikovými hypotékami a najal společnost Goldman Sachs, aby své podíly na rizikových hypotékách zabalila do derivátů a prodala je.
Greenspan napsal monografii s názvem The Age of Turbulence: Adventures in a New World, publikovanou 17. září 2007. Greenspan říká, že tuto knihu psal dlouhodobě, většinou při máčení ve vaně, což je zvyk, který pravidelně používá od nehody v roce 1971, kdy si poranil záda. Greenspan ve své knize pojednává mimo jiné o své historii ve vládě a ekonomice, kapitalismu a dalších ekonomických systémech, o aktuálních problémech globální ekonomiky a budoucích problémech, kterým světová ekonomika čelí. V knize Greenspan kritizuje prezidenta George W. Bushe, viceprezidenta Dicka Cheneyho a Kongres ovládaný republikánem za to, že se vzdali principů redukce výdajů a schodků z programu Republikánské strany. Pochválil Billa Clintona a zmínil se také o Richardu Nixonovi a Geraldu Fordovi. Pokud jde o budoucí hospodářskou politiku USA, Greenspan doporučoval zlepšit americké systémy primárního a sekundárního vzdělávání. Tvrdil, že by to zmenšilo nerovnost mezi menšinou osob s vysokými příjmy a většinou pracovníků, jejichž platy nerostly úměrně s globalizací a růstem HDP národa.

## Osobní život
Greenspan se oženil v roce 1952 s umělkyní Joan Mitchellovou, ale jejich manželství bylo během necelého roku anulováno. V 70. letech měl aféru s novinářkou Barbarou Waltersovou. V roce 1984 začal svůj vztah s o 20 let mladší Andreou Mitchellovou. Vzali se v roce 1997.

## Greenspanova éra
Alan Greenspan stál v čele rady guvernérů Federálního rezervního systémů centrální banky Spojených států v letech 1987–2006. Od dob inflace způsobené OPEC v sedmdesátých letech a Volckerovy dezinflace v osmdesátých letech prodělávala ekonomika Spojených států relativně mírné výkyvy inflace a nezaměstnanosti. Toto období se nazývá Greenspanova éra.
Greenspanova éra začala příznivým šokem. V roce 1986 se členové OPEC začali hádat o výši produkce a jejich dlouhodobá dohoda o omezení nabídky ropy se rozpadla. Cena ropy klesla asi o polovinu. Tento příznivý nabídkový šok měl za následek klesající inflaci a klesající nezaměstnanost.
Od té doby se Fed snažil neopakovat chyby z šedesátých let, kdy nadměrná agregátní poptávka snížila nezaměstnanost pod přirozenou míru a zvýšila inflaci. Nezaměstnanost se držela okolo 6 %, což mnoho ekonomů považuje za přirozenou míru pro ekonomiku Spojených států. Když se v roce 1989 a 1990 zvýšila inflace a klesla nezaměstnanost, Fed snížil agregátní poptávku, a to mělo za následek malou recesi v letech 1991 a 1992. Nezaměstnanost pak stoupla nad přirozenou míru a inflace klesla. Ekonomika se pomalu zotavila z recese v polovině devadesátých let a inflace se stabilizovala okolo 3 %.

## Kritika Greenspana
Sám sebe označuje za “celoživotního liberálního republikána”.
V březnu 2005 ho tehdejší vůdce demokratické senátní menšiny Harry Reid označil jako “jednoho z největších politických hackerů ve Washingtonu”, poté co podpořil návrh prezidenta Bushe na částečnou privatizaci sociálního zabezpečení, poté jej kritizoval za podporování Bushova plánu na snížení daní z roku 2001. Tehdejší vůdkyně demokratické sněmovny Nancy Pelosi dodala, že Greenspanova veřejná prohlášení vznikaly vážné otázky ohledně nezávislosti Fedu. Greenspana také kritizoval demokratický kongresman Barney Frank a jiní pro jeho podporu Bushova plánu sociálního zabezpečení  ve prospěch soukromých účtů.
Ekonom Paul Krugman napsal, že Greenspan byl „maestro se třemi kartami“ s „nedostatkem upřímnosti“, který „tím, že opakovaně šilhal za to, co chce Bushova vláda, zradil důvěru vloženou do předsedy Fedu“. Greenspan využil své pozice předsedy Fedu, aby se vyjádřil k fiskální politice již v roce 1993, když podporoval plán snižování schodku prezidenta Clintona, který zahrnoval zvýšení daní a škrty rozpočtu, což mu přineslo kritiku od senátora J. Bunninga, který tvrdil, že by se Greenspan měl zajímat jen o měnovou politiku a nikoli o politiku fiskální.
V přednášce z října 2011 zaměřené na hnutí OWS Noam Chomsky použil část Greenspanova proslovu z února 1997 jako příklad jednoúčelových postojů. Greenspan uvedl, že rostoucí nejistota pracovníků je významným faktorem udržujícím nízkou inflaci a očekávání inflace, čímž podporuje dlouhodobé investice.
Matt Taibbi popsal výroky Greenspana a jejich špatné důsledky slovy: „pokaždé, když banky vyhodily do vzduchu spekulativní bublinu, mohly se vrátit zpět k Fedu a půjčit si peníze na nulu nebo na jedno nebo dvě procenta a poté začít hru znovu“, což bankám „téměř znemožňuje“ ztrátu peněz. Rovněž nazval Greenspana „klasickým podvodníkem“, který prostřednictvím politického důvtipu „polichotil a vykecal se na Matterhorn americké moci a ... se na 20 dalších let se dostal do pozornosti Wall Street“.
V dokumentárním filmu Inside Job je Greenspan uváděn jako jedna z osob odpovědných za finanční krizi v letech 2007–2008. Také byl v časopisu Time (magazine) označen jako jeden z "25 lidí kteří způsobili finanční krizi"